# تاريخ الجيولوجيا
تاريخ الجيولوجيا هو التاريخ المعنيّ بتطور علوم الجيولوجيا الطبيعية. والجيولوجيا هي الدراسة العلمية لنشأة الأرض وتاريخها وتركيبها. وتقدم الجيولوجيا على مر العصور نظريات وبيانات أساسية تشكل تصور المجتمع لطبيعة الأرض.

## العصور القديمة

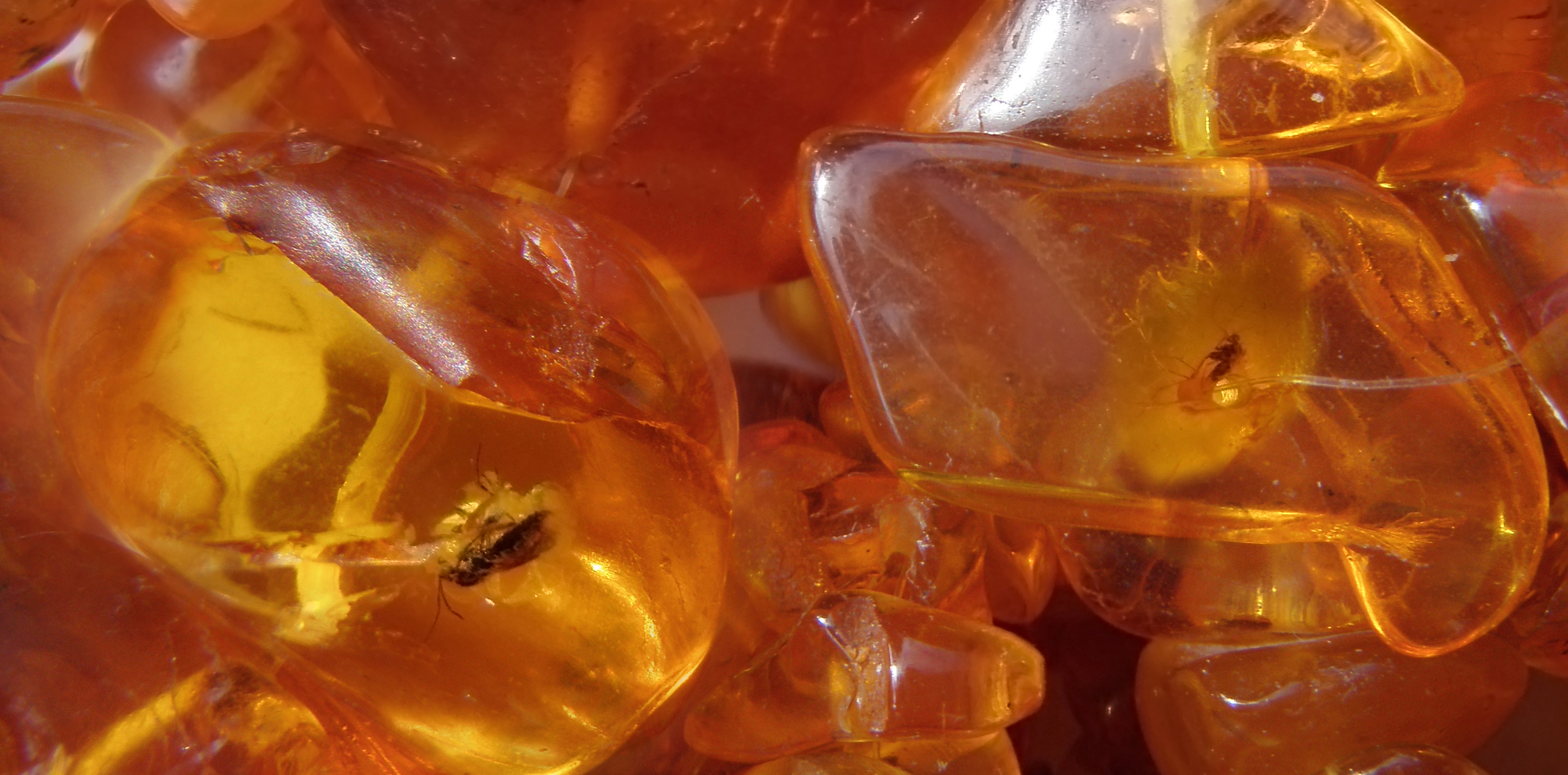
بعوضة وذبابة في القلادة الكهرمانية البلطيقية يتراوح عمرها من 40 إلى 60 مليون عام

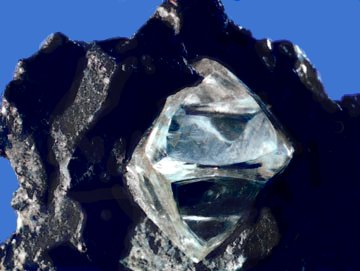
الشكل ثماني السطوح المشوه قليلاً لهذه البلورة الألماس غير المصقولة في المصفوفة هو النموذج المثالي لهذا المعدن. وأوجهها اللامعة تشير أيضًا إلى أنها من فئة أولى.

وتدور بعض الأفكار الجيولوجية الأولى حول نشأة الأرض. وقد طورت اليونان القديمة بعض المفاهيم الجيولوجية الأساسية المتعلقة بنشأة الأرض. إضافة إلى ذلك، سجل أرسطو في القرن الرابع قبل الميلاد ملاحظات هامة عن بطء وتيرة التغير الجيولوجي. فقد رصد تكوين الأرض وصاغ نظرية تشير إلى أن الأرض تتغير ببطء، وأن هذه التغيرات لا يمكن للإنسان ملاحظتها على مدار حياته كلها. ووضع أرسطو أول المفاهيم القائمة على الإثباتات المرتبطة بعالم الجيولوجيا فيما يتعلق بمعدل تغير طبيعة الأرض.
ومع ذلك، فالفضل يرجع إلى خليفته في معهد الليسيوم، الفيلسوف ثيوفراستوس (Theophrastus) الذي حقق تقدمًا كبيرًا في العصور القديمة في كتابه عن الأحجار (On Stones). فقد وصف الكثير من المعادن والخامات وكلها من المناجم المحلية مثل مناجم منطقة لافريو (Laurium) قرب أثينا، وغيرها. كما ناقش بطبيعة الحال أنواع الرخام ومواد البناء مثل الحجر الجيري وحاول عمل تصنيف بدائي للمعادن بحسب خصائص مثل الصلادة.
وبعد ذلك بكثير في العصر الروماني، قدم بلينيوس الأكبر (Pliny the Elder) تفصيلاً لمعادن ومواد أخرى كثيرة استخدمت على نطاق واسع في الأغراض العملية. وكان من بين أوائل من قدموا تفسيرًا صحيحًا لنشأة الكهرمان الذي يعد من الراتنجات المستحثة المأخوذة من الأشجار بمراقبة الحشرات المحبوسة في أجزاء منها. ووضع كذلك أساس علم البلورات من خلال التعرف على التركيب ثماني السطوح لـالألماس.

## العصور الوسطى
أبو الريحان البيروني (973-1048) كان من أوائل الجيولوجيين المسلمين الذين تضمنت أعمالهم الكتابات الأقدم على الجيولوجيا في الهند وافترضوا أن شبه القارة الهندية كانت مرة واحدة في البحر
قدم ابن سينا (ابن سينا، 981-1037) مسماة فارسية إسهامات كبيرة في الجيولوجيا والعلوم الطبيعية (التي أطلق عليها اسم العتيبيات) إلى جانب فلاسفة طبيعيين آخرين مثل الإخوان الصفا وغيرها الكثير. كتب ابن سينا عملا موسوعيا بعنوان «كتاب الشفاء» (كتاب الشفاء أو الشفاء أو الانتصاف من الجهل) حيث يحتوي القسم 5 من الجزء 2 منه على شرحه لعلم المعادن والأرصاد الجوية في أرسطو في ستة فصول: تكوين الجبال، مزايا الجبال في تشكيل الغيوم. مصادر المياه؛ أصل الزلازل؛ تشكيل المعادن؛ تنوع تضاريس الأرض.
في الصين في العصور الوسطى كان واحدا من أكثر علماء الطبيعة إثارة للاهتمام هو شين كو (1031-1095) وهو شخصية بوليمث الذي داس في العديد من مجالات الدراسة في عصره من حيث الجيولوجيا، شين كو هو واحد من أول علماء الطبيعة التي وضعت نظرية الجيومورفولوجيا واستند ذلك إلى ملاحظاته المتعلقة بالترسبات الرسوبية وتآكل التربة وترسب الطمي والحفريات البحرية الموجودة في جبال تايهانغ الواقعة على بعد مئات الأميال من المحيط الهادئ كما صاغ نظرية لتغير المناخ التدريجى بعد ملاحظته للمغامرات القديمة المتحجرة التي عثر عليها في حالة محفوظة تحت الأرض بالقرب من يانتشو (يانان الحديثة) في المناخ الشمالى الجاف لمقاطعة شنشى وقد وضع فرضية لعملية تكوين الأرض: استنادا إلى ملاحظته للقذائف الأحفورية في طبقة جيولوجية في جبل على بعد مئات الأميال من المحيط واستنتج أن الأرض تشكلت من خلال تآكل الجبال وترسب الطمي.

## القرن ال 17

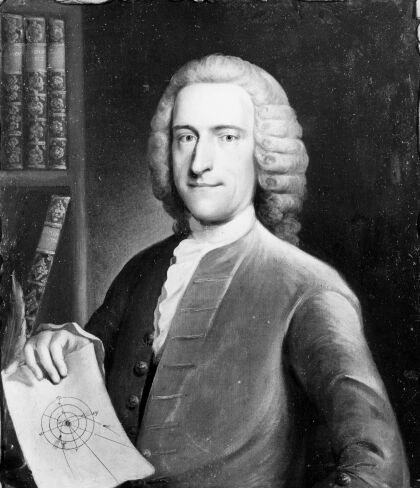
صورة من المكبس مع مخطط يوضح نظرياته من الكارثة المذنبة وصفها أفضل في نظرية جديدة من الأرض

لم يكن حتى القرن السابع عشر أن الجيولوجيا قطعت أشواطا كبيرة في تطورها. في هذا الوقت، أصبحت الجيولوجيا كيان خاص بها في عالم العلوم الطبيعية وقد اكتشف العالم المسيحي أن الترجمات المختلفة للكتاب المقدس تحتوي على نسخ مختلفة من النص التوراتي والكيان الذي ظل ثابتا من خلال جميع التفسيرات هو أن الطوفان شكل الجيولوجيا والجغرافيا في العالم. ولإثبات صحة الكتاب المقدس، شعر الأفراد بالحاجة إلى إثبات الأدلة العلمية التي تفيد بأن الفيضانات الكبرى قد حدثت فعلا. مع هذه الرغبة المعززة للبيانات جاءت زيادة في الملاحظات من تكوين الأرض، مما أدى بدوره إلى اكتشاف الأحافير وعلى الرغم من أن النظريات التي نتجت عن الاهتمام المتزايد بتكوين الأرض كثيرا ما تم التلاعب بها لدعم مفهوم الطوفان إلا أن النتيجة الحقيقية كانت ذات أهمية أكبر في تكوين الأرض. نظرا لقوة المعتقدات المسيحية خلال القرن السابع عشر وكانت نظرية أصل الأرض التي كانت مقبولة على نطاق واسع نظرية جديدة للأرض نشرت في 1696، من قبل ويليام ويستون. واستخدم ويستون المنطق المسيحي «لإثبات» أن الفيضان الكبير قد وقع وأن الفيضانات شكلت طبقات الصخور من الأرض.
خلال القرن السابع عشر أثار النقاش الدائر بين الدين والعلوم على أصل الأرض اهتماما بالغا في الأرض وأسفر عن تقنيات أكثر منهجية لتحديد طبقات الأرض. ويمكن تعريف طبقات الأرض بأنها طبقات أفقية من الصخور لها نفس التكوين تقريبا في جميع أنحاء كان رائد نيكولاس ستينو رائد في العلم وتم تدريب ستينو في النصوص الكلاسيكية حول العلوم ومع ذلك بحلول عام 1659 شكك بجدية في المعرفة المقبولة للعالم الطبيعي. الأهم من ذلك، انه تساءل عن فكرة أن الحفريات نمت في الأرض فضلا عن تفسيرات مشتركة لتشكيل الصخور وقد أدت تحقيقاته واستنتاجاته اللاحقة حول هذه الموضوعات العلماء إلى اعتباره واحدا من مؤسسي الطبقات الحديثة والجيولوجيا.

## القرن ال 18
ومن هذا الاهتمام المتزايد بطبيعة الأرض ومنشأها أتى اهتمام متزايد بالمعادن والمكونات الأخرى لقشرة الأرض وعلاوة على ذلك فإن الأهمية الاقتصادية المتزايدة للتعدين في أوروبا خلال منتصف إلى أواخر القرن الثامن عشر جعلت من حيازة معرفة دقيقة عن الخامات وتوزيعها الحيوي الحيوية. بدأ العلماء دراسة تركيبة الأرض بطريقة منهجية مع مقارنات مفصلة ووصف ليس فقط للأرض نفسها، ولكن من المعادن شبه الثمينة التي تحتوي عليها، والتي كانت ذات قيمة تجارية كبيرة. على سبيل المثال، في عام 1774 نشر أبراهام غوتلوب فيرنر كتاب فون دن äusserlichen كنزيتشن دير فوسيليان (على الأحرف الخارجية للمعادن) والتي جلبت له اعتراف واسع النطاق لأنه قدم نظاما مفصلا لتحديد المعادن محددة على أساس الخصائص الخارجية. ويمكن تحديد الأراضي المنتجة بشكل أكثر كفاءة من أجل التعدين، ويمكن العثور على المعادن شبه الثمينة، يمكن توفير المزيد من الأموال وهذا محرك الأقراص لتحقيق مكاسب اقتصادية دفع الجيولوجيا إلى الأضواء وجعلها موضوعا شعبيا لمتابعة مع زيادة عدد الناس يدرسون ذلك وجاء ملاحظات أكثر تفصيلا والمزيد من المعلومات حول الأرض.
أيضا خلال القرن الثامن عشر أصبحت جوانب من تاريخ الأرض - وهي الاختلافات بين المفهوم الديني المقبول والأدلة الواقعية - موضوعا شائعا للمناقشة في المجتمع. في عام 1749 نشر عالم الطبيعة الفرنسي جورج لويس ليكلير كومت دي بوفون كتابه «هيستوير ناتوريل» حيث هاجم حسابات الكتاب المقدس الشعبية التي قدمها ويستون وغيرهم من المنظرين الكنسيين في تاريخ الأرض. من التجربة مع الكرات الباردة، وجد أن عمر الأرض ليس فقط 4000 أو 5,500 سنة على النحو المستدل من الكتاب المقدس ولكن بدلا من 75,000 سنة. شخص آخر وصف تاريخ الأرض مع الإشارة إلى الله ولا الكتاب المقدس كان الفيلسوف إيمانويل كانت، الذي نشر له التاريخ الطبيعي العالمي ونظرية السماوات (ألجمين ناتورجشيشت وثوري ديس هيملز) في عام 1755. من أعمال هؤلاء الرجال المحترمين فضلا عن الآخرين، أصبح من المقبول بحلول منتصف القرن الثامن عشر للتشكيك في سن الأرض ويمثل هذا التساؤل نقطة تحول في دراسة الأرض. وقد أصبح من الممكن الآن دراسة تاريخ الأرض من منظور علمي دون تصورات دينية مسبقة.
مع تطبيق الأساليب العلمية للتحقيق في تاريخ الأرض ودراسة الجيولوجيا يمكن أن تصبح مجالا متميزا للعلوم وللبدء كان لا بد من صياغة المصطلحات والتعريف لما يشكل دراسة جيولوجية وقد استخدم مصطلح «الجيولوجيا» لأول مرة من الناحية الفنية في المنشورات من قبل اثنين من علماء الطبيعة جينيفان جان أندريه ديلوك وهوراس-بينيديكت دي سوسور، على الرغم من أن «الجيولوجيا» لم يكن استقبالا حسنا كمصطلح حتى تم تناوله في مؤثر جدا خلاصة وافية، الموسوعة، التي نشرت في عام 1751 من قبل دينيس ديديروت  وبمجرد أن يتم تحديد المصطلح للدلالة على دراسة الأرض وتاريخها أصبحت الجيولوجيا ببطء أكثر اعترافا كعلوم متميزة يمكن تدريسها كمجال للدراسة في المؤسسات التعليمية. في عام 1741، أنشأت المؤسسة الأكثر شهرة في مجال التاريخ الطبيعي المتحف الوطني للتاريخ الطبيعي في فرنسا أول موقع تعليمي مخصص خصيصا للجيولوجيا. وكانت هذه خطوة هامة في زيادة تعزيز المعرفة بالجيولوجيا كعلم واعتراف بقيمة نشر هذه المعارف على نطاق واسع.
بحلول عام 1770 بدأت الكيمياء تلعب دورا محوريا في الأساس النظري للجيولوجيا ونظريتين متقابلتين مع ظهور أتباع ملتزمين وهذه النظريات المتناقضة قدمت تفسيرات مختلفة لكيفية تشكيل طبقات الصخور من سطح الأرض اقترح أحدهم أن الغمر السائل ربما مثل الطوفان التوراتي قد خلق جميع الطبقات الجيولوجية ونظمت النظرية النظريات الكيميائية التي كانت تتطور منذ القرن السابع عشر وكان يروج لها جون ووكر الإسكتلندي، يوهان غوتسشالك واليريوس في السويد وأبراهام فيرنر في ألمانيا. من هذه الأسماء، أصبحت وجهات نظر فيرنر مؤثرة دوليا في حوالي 1800. وقال إن طبقات الأرض، بما في ذلك البازلت والجرانيت، قد شكلت راسبا من المحيط الذي غطى الأرض بأكملها. كان نظام فيرنر مؤثرا، وكان أولئك الذين قبلوا نظريته المعروفة باسم ديلوفيانيستس أو نيبتونستس وكانت أطروحة النبتونية الأكثر شعبية خلال أواخر القرن الثامن عشر وخاصة بالنسبة لأولئك الذين تلقوا تدريبا كيميائيا ومع ذلك أطروحة أخرى اكتسبت ببطء العملة من 1780s إلى الأمام وبدلا من الماء اقترح بعض علماء الطبيعة في منتصف القرن الثامن عشر مثل بوفون أن الطبقات قد تشكلت من خلال الحرارة (أو النار). تم تعديل أطروحة وتوسيعها من قبل الطبيعة الاسكتلندية جيمس هوتون خلال 1780s. وجادل ضد نظرية النبتونية، واقترح بدلا من ذلك نظرية على أساس الحرارة. أولئك الذين اتبعوا هذه الأطروحة خلال أوائل القرن التاسع عشر أشاروا إلى هذا الرأي كما البلوتونية: تشكيل الأرض من خلال التصلب التدريجي للكتلة المنصهرة بمعدل بطيء من نفس العمليات التي حدثت على مر التاريخ واستمرت في الوقت الحاضر وأدى ذلك إلى استنتاج أن الأرض كانت قديمة لا يمكن قياسها ولا يمكن تفسيرها في حدود التسلسل الزمني المستنتج من الكتاب المقدس يعتقد بلوتونيستس أن العمليات البركانية كانت العامل الرئيسي في تكوين الصخور وليس الماء من الفيضانات العظمى.

## القرن ال 19

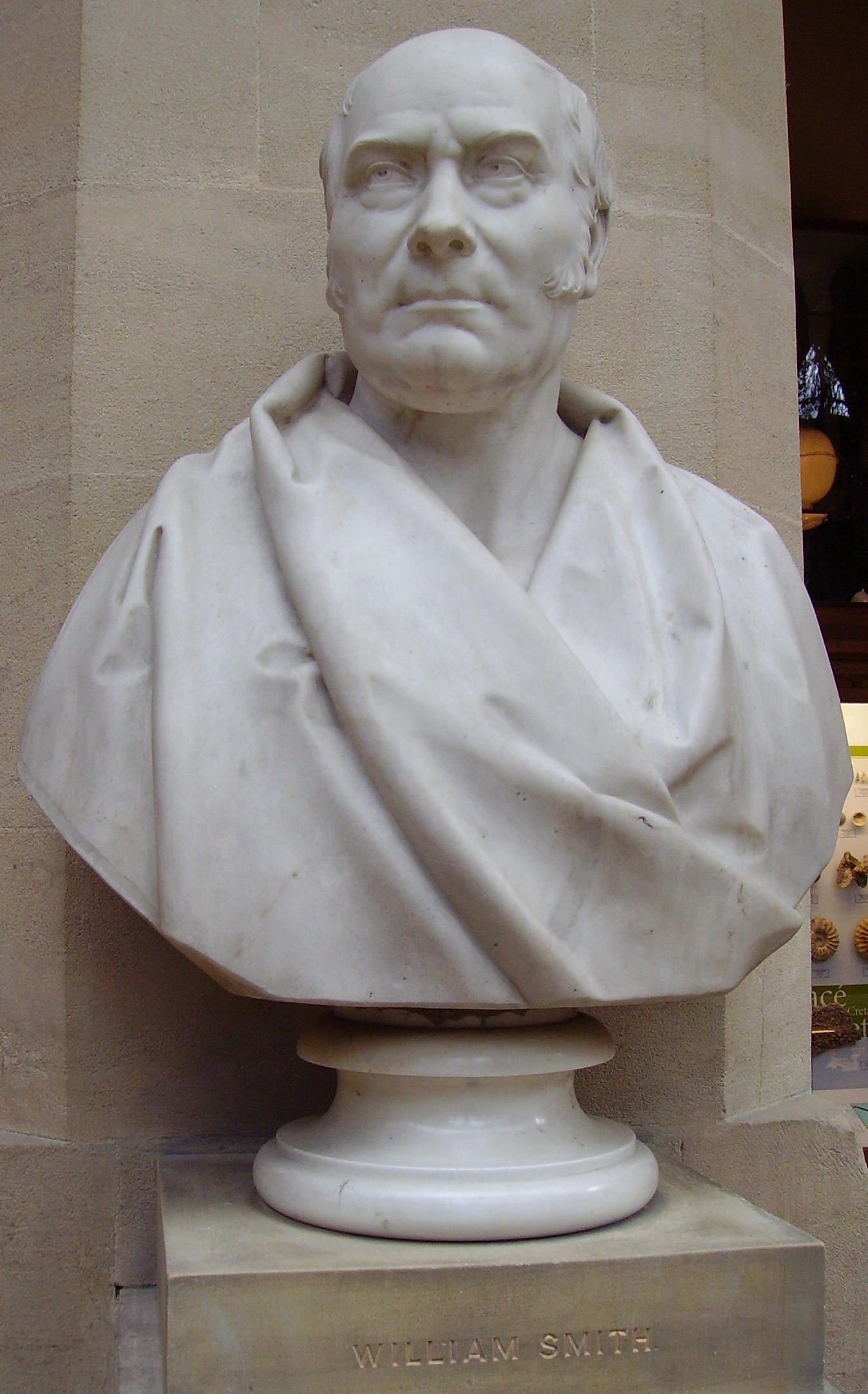
تمثال من ويليام سميث، في متحف جامعة أكسفورد للتاريخ الطبيعي.

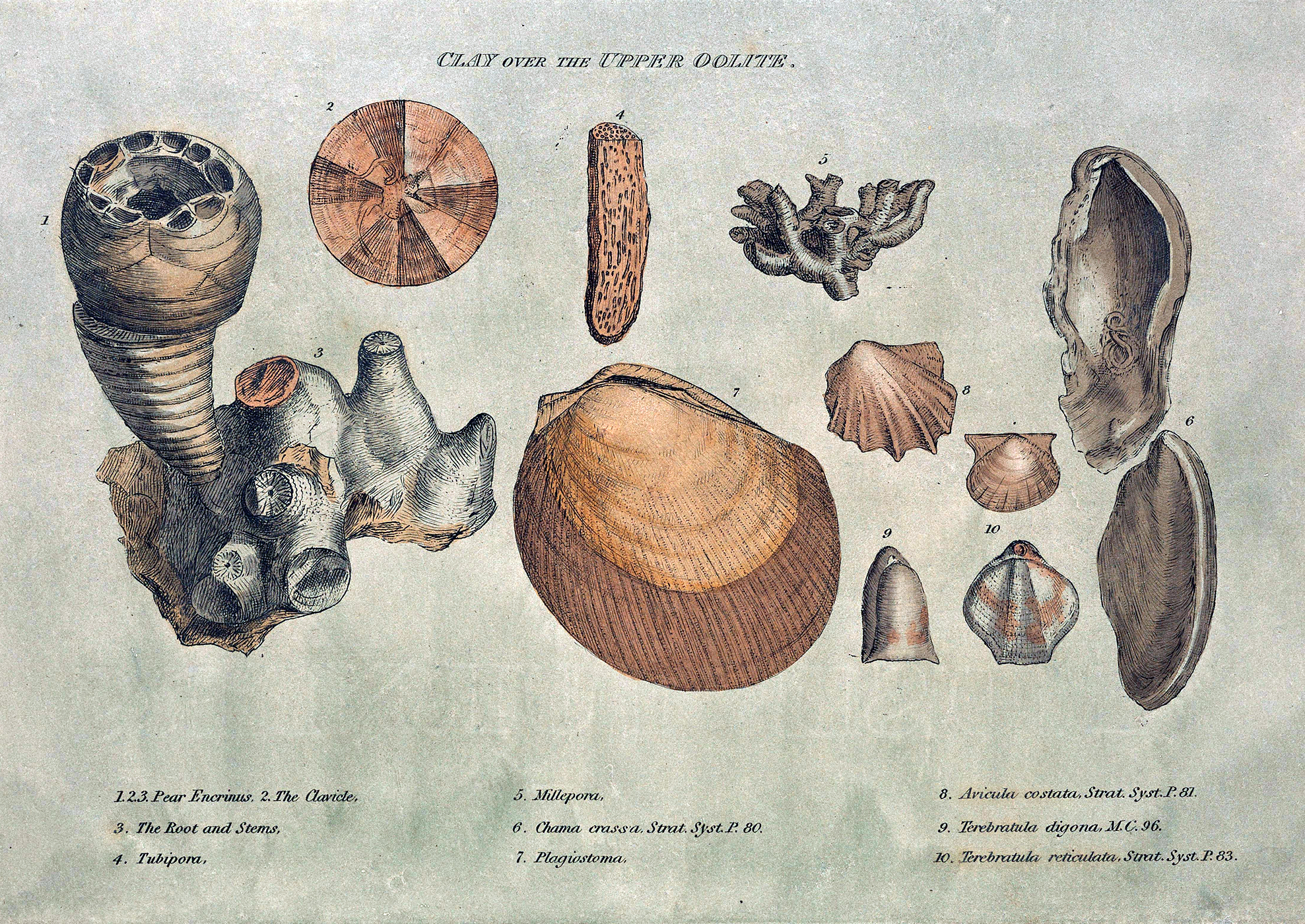
نقش من دراسة ويليام سميث لعام 1815 حول تحديد الطبقات بواسطة الحفريات

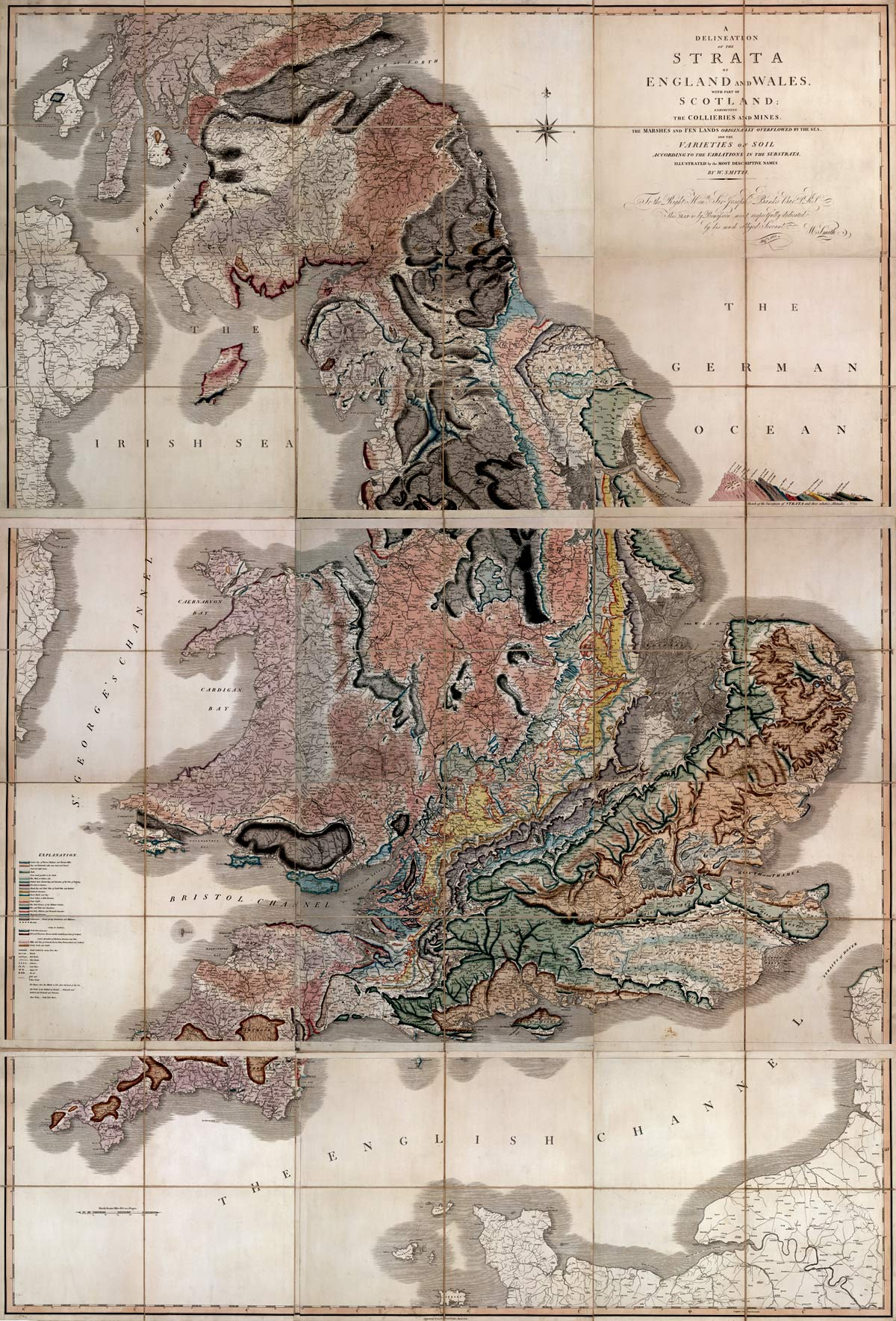
خريطة جيولوجية لبريطانيا العظمى من قبل ويليام سميث، نشرت عام 1815.

في أوائل القرن التاسع عشر حفزت صناعة التعدين والثورة الصناعية التطور السريع للعمود الطبقي - «تسلسل تشكيلات الصخور مرتبة وفقا لترتيبها في الوقت المناسب». وفي إنجلترا بدءا من 1790s وجدت تجريبيا أن الحفريات كانت وسيلة فعالة للغاية للتمييز بين التشكيلات المماثلة خلاف ذلك من المشهد كما سافر البلاد العاملة على نظام القناة وأنتجت الخريطة الجيولوجية الأولى لبريطانيا وفي الوقت نفسه تقريبا أدرك عالم التشريح المقارن الفرنسي جورج كوفيه بمساعدة زميله أليكساندر بروجنيارت في مدرسة المناجم في باريس أن الأعمار النسبية للحفريات يمكن أن تحدد من وجهة نظر جيولوجية من حيث ما هي طبقة من الصخور تقع الأحافير والمسافة هذه الطبقات من الصخور هي من سطح الأرض. من خلال توليف النتائج التي توصلوا إليها، أدرك بروغنيارت وكوفييه أن طبقات مختلفة يمكن تحديدها من قبل محتويات الأحفوري، وبالتالي يمكن تعيين كل طبقة إلى موقف فريد في تسلسل. بعد نشر كتاب كوفييه وبرونجنيارت «الوصف جيولوجيك ديس إنفيرونس دي باريس» في عام 1811، الذي حدد المفهوم، أصبح الطبقية شعبية جدا بين الجيولوجيين. العديد منهم يأملون في تطبيق هذا المفهوم على جميع صخور الأرض وخلال هذا القرن قام العديد من الجيولوجيين بمزيد من تنقيح واستكمال العمود الطبقي على سبيل المثال في عام 1833 بينما كان آدم سيدجويك يقوم بتخطيط الصخور التي كان قد أسسها من الفترة الكمبودية، كان تشارلز ليل في مكان آخر يقترح تقسيم فرعي للمرحلة الثالثة في حين كان رودريك مورشيسون الذي رسم في ويلز من اتجاه مختلف الأجزاء العليا من سيدجويك في الكمبري إلى الأجزاء السفلى من فترة سيلوريه و كان العمود الطبقي كبيرا لأنه يوفر طريقة لتعيين سن نسبي لهذه الصخور من خلال تعيينها في مواقع مختلفة في تسلسلها الطبقي وقد خلق ذلك نهجا عالميا لتاريخ سن الأرض، وسمح بربط علاقات أخرى من التشابهات الموجودة في تكوين قشرة الأرض في مختلف البلدان.
في أوائل القرن التاسع عشر في بريطانيا تم تكييف الكارثة بهدف التوفيق بين العلوم الجيولوجية والتقاليد الدينية للفيضان الكبير في الكتاب المقدس وفي أوائل عشرينيات القرن العشرين قام الجيولوجيون الإنجليزيون بما في ذلك ويليام باكلاند وآدم سيدجويك بتفسير الرواسب «المخففة» كنتيجة لفيضان نوح، ولكن بنهاية العقد قاموا بتنقيح آرائهم لصالح الغمر المحلي تشارلز ليل تحدى الكارثة مع نشر في عام 1830 من المجلد الأول من كتابه مبادئ الجيولوجيا التي قدمت مجموعة متنوعة من الأدلة الجيولوجية من إنجلترا وفرنسا وإيطاليا وإسبانيا لإثبات أفكار هوتون من التدرج الصحيح وقال إن معظم التغيرات الجيولوجية كانت تدريجية جدا في تاريخ البشرية وقدم ليل أدلة على التوحيدية وهو مبدأ جيولوجي أن العمليات تحدث بنفس المعدلات في الوقت الحاضر كما فعلت في الماضي، وتمثل جميع الخصائص الجيولوجية للأرض أعمال ليل كانت شعبية وقراءة على نطاق واسع وكان مفهوم التوحيدية عقد قوي في المجتمع الجيولوجي.
في نفس الوقت الذي تم فيه الانتهاء من العمود الطبقي قاد الإمبريالية عدة بلدان في أوائل القرن التاسع عشر لاستكشاف أراض بعيدة لتوسيع إمبراطورياتهم وقد أتاح ذلك الفرصة للباحثين الطبيعيين لجمع البيانات عن هذه الرحلات في عام 1831 طلب الكابتن روبرت فيتزروي، المسؤول عن بعثة المسح الساحلي التابعة لشركة همس بيجل الحصول على عالم طبيعي مناسب لدراسة الأرض وتقديم المشورة الجيولوجية وانخفض هذا إلى تشارلز داروين الذي كان قد أنهى لتوه درجة البكالوريوس، ورافق سيدجويك في رحلة رسم الخرائط الويلزية التي استمرت أسبوعين بعد أخذ دورة الربيع في الجيولوجيا. أعطى فيتزروي مبادئ داروين ليل للجيولوجيا، وأصبح داروين التلميذ الأول ليل، ونظريا مبتكرا على مبادئ موحدة حول العمليات الجيولوجية التي شاهدها، وتحدي بعض أفكار ليل. وقد تكهن بأن الأرض توسعت لتفسير الارتقاء، ثم على أساس الفكرة القائلة بأن مناطق المحيطات غرقت مع الارتقاء بالأرض، نظريا أن الجزر المرجانية نمت من تهديب الشعاب المرجانية التي تغرق الجزر البركانية. وقد تأكدت هذه الفكرة عندما قام بيجل بمسح جزر كوكوس (كيلينغ) ونشر في عام 1842 نظريته حول هيكل وتوزيع الشعاب المرجانية وساعد اكتشاف داروين للحفريات العملاقة على تأسيس سمعته كجيولوجي ونظرته حول أسباب انقراضه أدت إلى نظريته للتطور عن طريق الانتقاء الطبيعي الذي نشر في «أصل الأنواع» في عام 1859.
وقد دفعت الدوافع الاقتصادية للاستخدام العملي للبيانات الجيولوجية الحكومات إلى دعم البحوث الجيولوجية وخلال القرن التاسع عشر قامت حكومات عدة بلدان من بينها كندا وأستراليا وبريطانيا العظمى والولايات المتحدة بتمويل المسح الجيولوجي الذي من شأنه أن ينتج خرائط جيولوجية لمناطق شاسعة من البلدان ويوفر المسح الجيولوجي موقع المعادن المفيدة ويمكن استخدام هذه المعلومات لصالح صناعة التعدين في البلد وبتمويل الحكومة للبحوث الجيولوجية يمكن أن يدرس المزيد من الأفراد الجيولوجيا بتقنيات وتقنيات أفضل مما يؤدي إلى توسع مجال الجيولوجيا.
في القرن التاسع عشر قدر البحث العلمي عصر الأرض من حيث ملايين السنين وبحلول أوائل القرن العشرين تم اكتشاف نظائر راديوجينيك وقد تم تطوير التأريخ الإشعاعي في عام 1911 قام آرثر هولمز بتأليف عينة من سيلان في 1.6 مليار سنة باستخدام نظائر الرصاص. [29] في عام 1921 جاء الحضور في الاجتماع السنوي للجمعية البريطانية للنهوض العلوم إلى توافق آراء تقريبي بأن عمر الأرض كان بضعة مليارات سنة وأن التعارف الإشعاعي كان موثوقا به ونشر هولمز عصر الأرض ومقدمة في الأفكار الجيولوجية في عام 1927 الذي قدم فيه مجموعة من 1.6 إلى 3.0 مليار سنة وقد احتلت التلاوة اللاحقة عصر الأرض نحو 4.55 بليون سنة ولم يعد من الممكن قبول النظريات التي لا تمتثل للأدلة العلمية التي تثبت سن الأرض.

## القرن ال 20

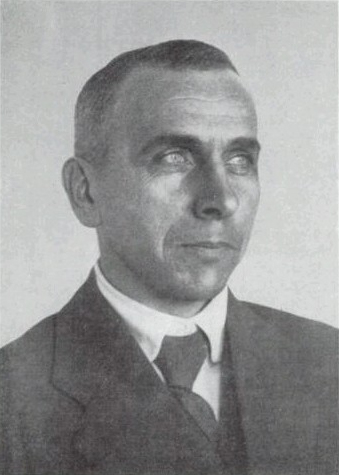
ألفريد فيجنر منذ حوالي عام 1925

في عام 1862 نشر الفيزيائي وليام طومسون البارون الأول كلفن حسابات تحدد عمر الأرض بين 20 مليون و 400 مليون سنة. وقد افترض أن الأرض قد شكلت كائن مصهور تماما وحددت مقدار الوقت الذي يستغرقه للسطح القريب ليبرد إلى درجة حرارته الحالية مع اكتشاف الاضمحلال الإشعاعي تم دفع عمر الأرض إلى أبعد من ذلك آرثر هولمز كان رائدا في علم الجغرافيا. في عام 1913 كان هولمز على موظفي كلية إمبريال وعندما نشر كتابه الشهير عصر الأرض الذي جادل بقوة لصالح استخدام أساليب التعارف المشعة بدلا من الأساليب التي تستند إلى الترسيب الجيولوجي أو تبريد الأرض (كثير الناس لا تزال تعلق على حسابات الرب كلفن أقل من 100 مليون سنة). ويقدر هولمز أن أقدم صخور أرتشية تبلغ 1600 مليون سنة ولكنها لم تكهن عن عمر الأرض. بحلول هذا الوقت كان اكتشاف النظائر تعقيدا الحسابات وقضى السنوات المقبلة تتصارع مع هذه وقد عززه الترويج للنظرية على مدى العقود القادمة لقبا لأب علم الجغرافيا الحديث. [بحاجة لمصدر] وبحلول عام 1927، قام بتنقيح هذا الرقم إلى 3000 مليون سنة وفي الأربعينيات من القرن الرابع الميلادي إلى 4500 ± 100 مليون سنة، قياسات الوفرة النسبية لنظائر اليورانيوم التي أنشأها ألفريد أوك ناير. الطريقة العامة تعرف الآن باسم نموذج هولمز-هوترمان بعد فريتز هوترمانز الذي نشر في نفس العام 1946 وقد تم تنقيح العمر الثابت للأرض منذ ذلك الحين ولكن لم يتغير كثيرا.
في عام 1912 اقترح ألفريد فيجنر نظرية الانجراف القاري وتشير هذه النظرية إلى أن أشكال القارات ومطابقة الجيولوجيا الساحلية بين بعض القارات تشير إلى أنها انضمت معا في الماضي وشكلت كتلة أرض واحدة تعرف باسم بانجيا؛ وبعد ذلك انفصلوا وانحرفوا مثل الطوافات فوق قاع المحيط، ووصلوا حاليا إلى موقعهم الحالي بالإضافة إلى ذلك قدمت نظرية الانجراف القاري تفسير ممكن لتشكيل الجبال لوحة تكتونية بنيت على نظرية الانجراف القاري.
لسوء الحظ لم يقدم فيجنر آلية مقنعة لهذا الانجراف ولم تكن أفكاره مقبولة عموما خلال حياته وقبلت آرثر هومز نظرية فيجنر وقدمت آلية: عباءة الحمل لتسبب القارات للتحرك  ومع ذلك لم تبدأ الأدلة الجديدة حتى بعد الحرب العالمية الثانية في تراكم الانجراف القاري المدعوم وتابعت هناك فترة من 20 عاما مثيرة للغاية حيث وضعت نظرية الانجراف القاري من يعتقد من قبل عدد قليل ليكون حجر الزاوية في الجيولوجيا الحديثة. ابتداء من عام 1947 وجدت البحوث أدلة جديدة حول قاع المحيط، وفي عام 1960 بروس C هيزن نشرت مفهوم منتصف التلال المحيطات بعد ذلك اقترح روبرت S. ديتز وهاري هيس هيس أشكال قشرة المحيطات وقاع البحر ينتشر على طول ارتفاعات منتصف المحيط في انتشار قاع البحر واعتبر هذا تأكيدا للحمل عباءة وهكذا تم إزالة حجر عثرة الرئيسي لنظرية. واقترحت الأدلة الجيوفيزيائية الحركة الجانبية للقارات وأن القشرة المحيطية أصغر من القشرة القارية. هذه الأدلة الجيوفيزيائية أيضا حفزت فرضية بالوماغنيتيسم، سجل اتجاه المجال المغناطيسي للأرض المسجلة في المعادن المغناطيسية واقترح عالم الجيوفيزياء البريطاني S. K. رونكورن مفهوم علم بالوماغنيتيسم من استنتاجه أن القارات قد تحركت بالنسبة للأقطاب المغناطيسية للأرض. وقد أضاف توزو ويلسون الذي كان مروجا لفرضية انتشار قاع البحر والانجراف القاري منذ البداية مفهوم تحويل الأعطال إلى النموذج واستكمال فئات أنواع الأخطاء اللازمة لجعل تنقل اللوحات على وقد عقدت ندوة حول الانجراف القاري  في الجمعية الملكية في لندن في عام 1965 يجب أن تعتبر بداية رسمية لقبول تكتونيات الصفائح من قبل المجتمع العلمي.وتصدر ملخصات الندوة كما بلاكيت، بولارد، رونكورن؛ 1965. في هذه الندوة، أظهر إدوارد بولارد وزملاؤه في العمل حسابا حاسوبيا كيف يمكن للقارات على جانبي المحيط الأطلسي أن تتناسب على أفضل وجه لإغلاق المحيط الذي أصبح يعرف باسم «بولارد صالح» الشهير. بحلول أواخر 1960s وزن الأدلة المتاحة رأى القاري الانجراف باعتبارها نظرية مقبولة عموما.

## الجيولوجيا الحديثة
من خلال تطبيق المبادئ الطبقية السليمة لتوزيع الحفر على سطح القمر، يمكن القول أنه تقريبا بين عشية وضحاها أخذت جين شوماكر دراسة القمر بعيدا عن علماء الفلك القمرية وأعطاه الجيولوجيين القمريين.
في السنوات الأخيرة واصلت الجيولوجيا تقليدها كما دراسة شخصية وأصل الأرض وملامح السطح والهيكل الداخلي ما تغير في القرن العشرين في وقت لاحق هو منظور الدراسة الجيولوجية وقد درس الجيولوجيا الآن باستخدام نهج أكثر تكاملا بالنظر إلى الأرض في سياق أوسع يشمل الغلاف الجوي والمحيط الحيوي والغلاف المائي. وتوفر السواتل الموجودة في الفضاء التي تأخذ صورا واسعة النطاق للأرض مثل هذا المنظور. وفي عام 1972 بدأ برنامج لاندسات وهو سلسلة من البعثات الساتلية التي تديرها ناسا والمسح الجيولوجي الأمريكي، في توفير صور ساتلية يمكن تحليلها جيولوجيا. ويمكن استخدام هذه الصور لتعيين الوحدات الجيولوجية الرئيسية، والاعتراف وربط أنواع الصخور لمناطق شاسعة وتتبع تحركات لوحة تكتونيه وتشمل بعض تطبيقات هذه البيانات القدرة على إنتاج خرائط مفصلة جيولوجيا وتحديد مصادر الطاقة الطبيعية والتنبؤ بالكوارث الطبيعية المحتملة الناجمة عن تحولات الصفائح.